# 阿氏龍占魚
阿氏龍占魚（学名：[Lethrinus atkinsoni] 错误：{{Lang}}：文本有斜体标记（帮助）），又名太平洋黃尾龍占、太平洋裸頰鯛、龍尖，为龍占魚科裸頰鯛屬下的一个种。

## 分布
太平洋裸頰鯛分布於太平洋區，包括泰國、印尼、馬來西亞、越南、日本、台灣、中國沿海、菲律賓、新幾內亞、澳洲、马里亚纳群岛、諾魯、帛琉、所羅門群島、馬紹爾群島、密克羅尼西亞、斐濟群島、夏威夷群島、薩摩亞群島、法屬玻里尼西亞、新喀里多尼亞、東加、吉里巴斯、吐瓦魯、萬那杜等海域。

## 深度
水深2至30公尺。

## 特徵
體色變異大，從淡綠色到淡紫灰色皆有；喙緣呈紅色斑紋；背鰭、臀鰭及胸鰭呈紅色；腹鰭則呈淡紫色；尾鰭橙褐色帶紅邊。尾鰭分叉。另其特徵為體側大多數鱗片上均有一黑斑，尤以側線上方更為明顯。背鰭硬棘10枚、軟條9枚；臀鰭硬棘3枚、軟條8枚。體長可達45公分。

## 生態
棲息在海草帽密或沙底的礁湖及礁坡外側，屬肉食性，以甲殼類、軟體動物及魚類為食。

## 經濟利用
肉質鮮美的食用魚，鹽醃後紅燒食用最佳。